# Héttorony

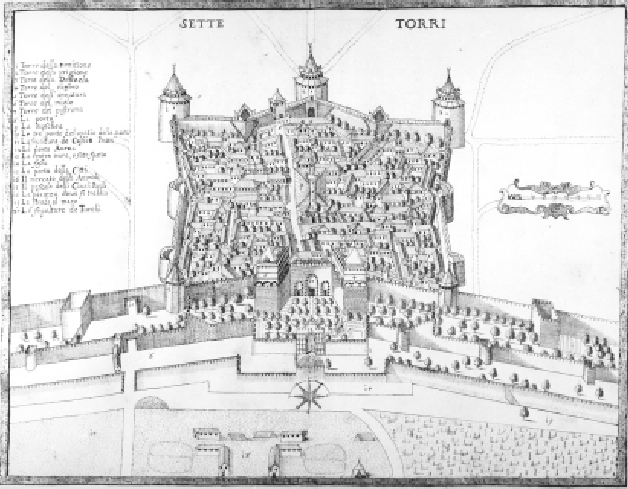
A Héttorony erőd 1685-ben

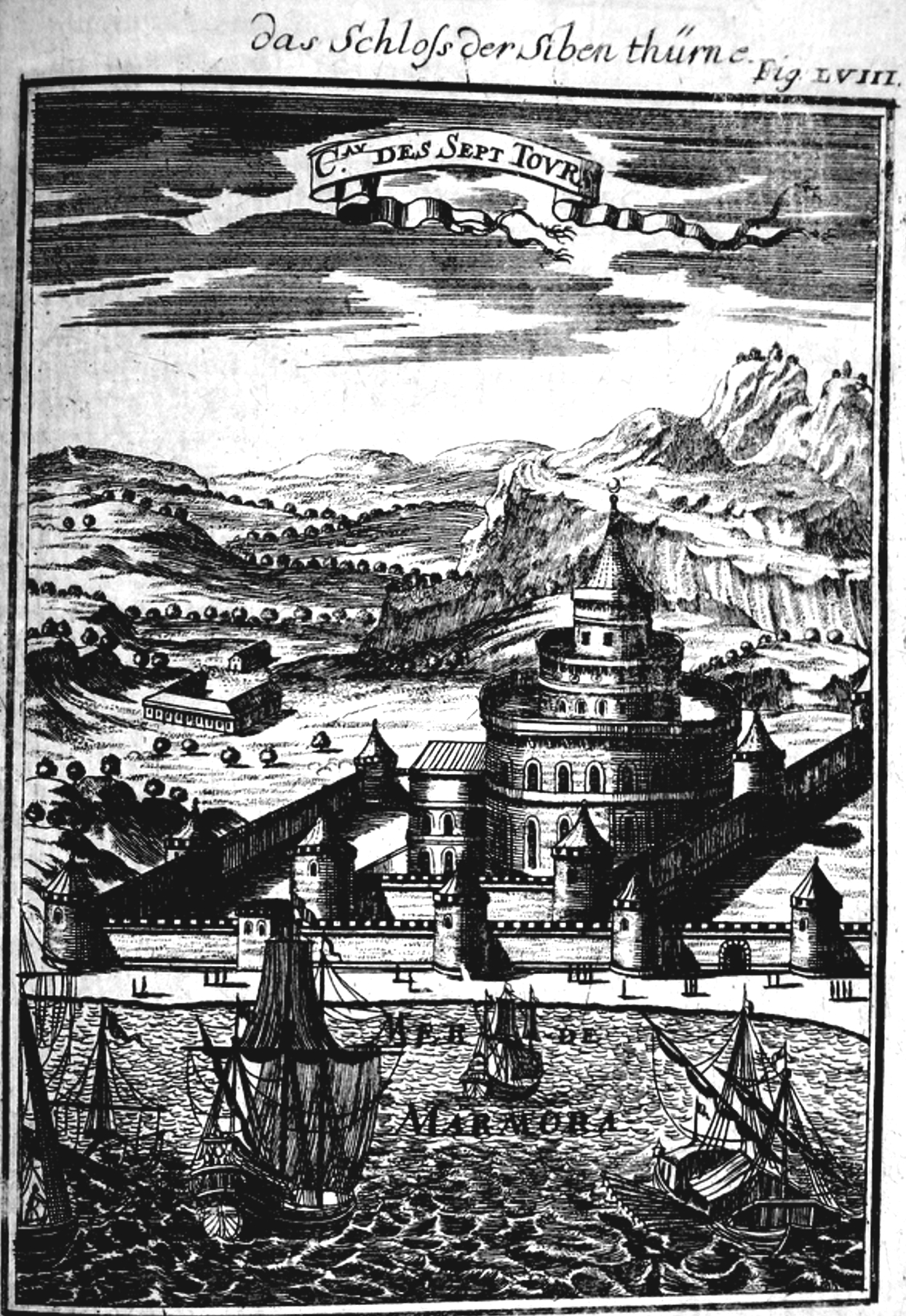
A Héttorony erőd 1685-ben

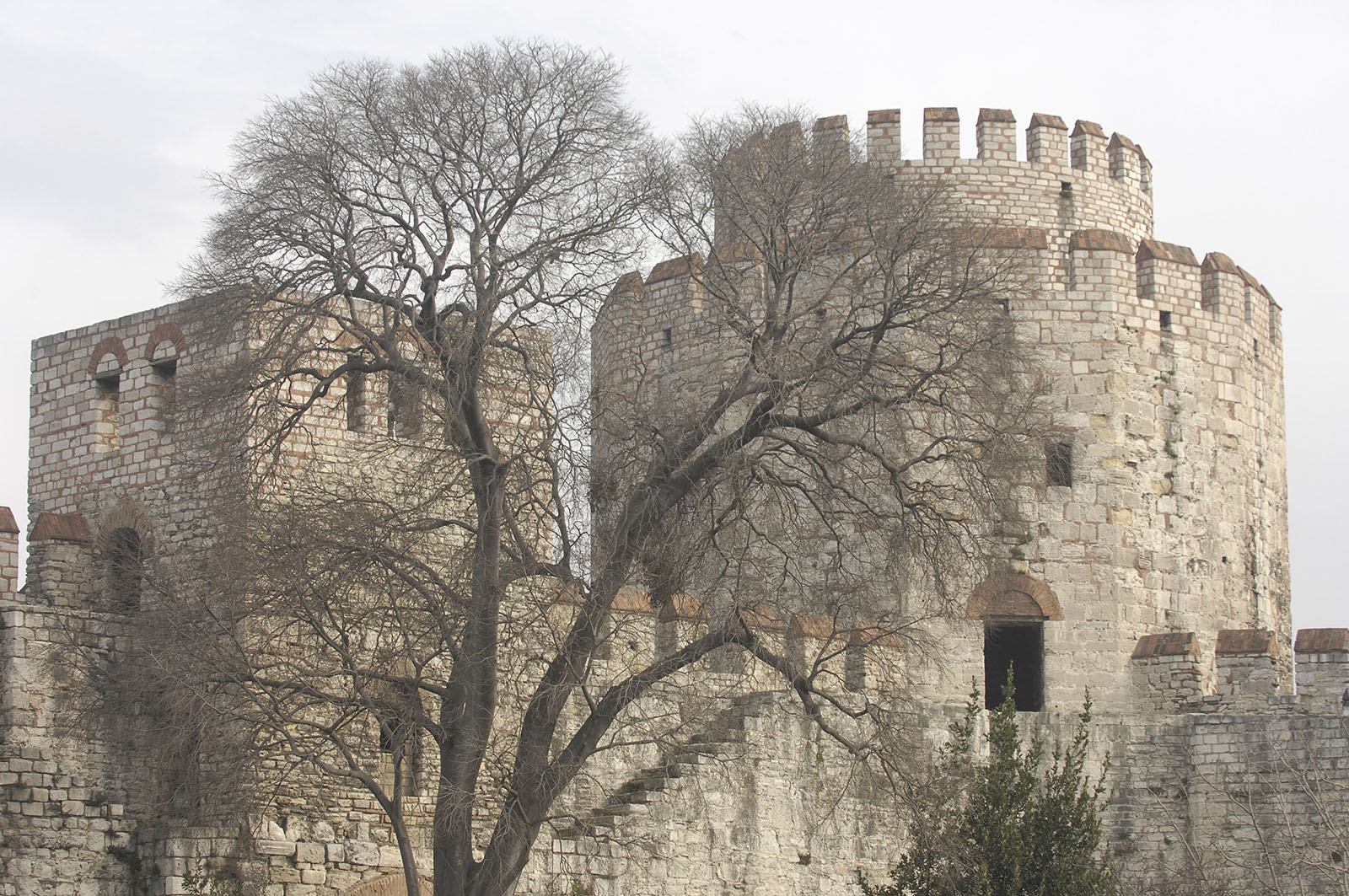
Yedikule Hisar (A Héttorony erőd) 2006-ban

A Héttorony (török neve: Yedikule), Isztambul délnyugati részén fekvő, romlásnak indult erőd; hét tornyából hat teljesen leomlott, illetve lebontották. A Márvány-tenger partján áll.  A legrégibb torony már az ókorban állott, és oly régi, mint Bizánc; Theodosius római császár kettőt építtetett mellé, és a három tornyot kőfallal vetette körül. Később még 4 tornyot építettek, és innen kapta a toronycsoport az elnevezését.
II. Mohamed Konstantinápoly elfoglalása után kijavíttatta a tornyokat, és nagy erőddé alakíttatta azokat, amely a janicsárok szállásaként, majd állambörtönül szolgált. Az idő és a földrengés a hét toronyból csak hármat kímélt meg; az 1768-as földrengéskor további kettő omlott össze és csak egy maradt fenn, a 200 lábnyi magas, úgynevezett Vértorony, amelybe azelőtt az államfoglyokat, a külföldi hatalmak képviselőit és az előkelőbb származású hadifoglyokat zárták el. Később restaurálták, és ma szinte teljes egészében helyreállították.
Hét trónfosztott szultán is e falak között végezte életét, az áldozatok fejeit pedig elrettentő példaként az erőd falaira akasztották. A torony aljában van egy üreg, melyet vérkútnak (kan-kujutu) és egy barlang, melyet sziklaüregnek (tascsukuru) neveznek; ez utóbbiakban őrizték azokat a szerencsétleneket, akikre a halálos ítéletet már kimondták. A lépcsőkön számos feliratot lehet olvasni, különösen az 1600–1714-es évekből, többnyire velencei foglyoktól. A magyar foglyok közül Szilágyi Mihály (Hunyadi Mátyás nagybátyja), Majláth István, Török Bálint, Bornemissza Gergely és Béldi Pál neve a legismertebb. A Héttorony utolsó magyar rabja gróf Esterházy Antal császári főstrázsamester volt 1698–1699-ben. A 19. század végén a bejárattól balra, a második torony egyik sarokkövén még kibetűzhető volt az Esterházy által bevésett következő felirat: „COMES ANTONIUS ESTERHASY CAPITANEUS CAPTUS IN CAMPO THÖMÖSVÁR A. 1698. DIE 19. SEPT. ELIBERATUS OCCASIONE INITAE PACIS ANNO 1699. DIE 13. APR.”
Az épületnek fontos szerepe van Gárdonyi Géza Egri csillagok című regényében. Az épület megjelenik József Attila (Karóval jöttél…) című versében is.